# Presidenti dell'Associazione Calcistica Perugia Calcio

Luciano Gaucci, presidente del club dal 1991 al 2004: sotto il suo mandato i grifoni militarono pressoché stabilmente in Serie A e nel 2003 ottennero il loro unico titolo confederale.

Questa voce raccoglie le informazioni riguardanti i presidenti dell'Associazione Calcistica Perugia Calcio.

## Storia
In più di centonove anni di storia societaria dal 1905 a oggi, alla guida del Perugia, società calcistica italiana con sede nell'omonimo capoluogo umbro, si sono avvicendati trenta presidenti.
Il primo numero uno biancorosso fu Romeo Gallenga Stuart. Le più importanti presidenze nella storia del club rimangono quella di Franco D'Attoma (1974-1983), legata alla prima promozione assoluta della squadra in Serie A e al cosiddetto Perugia dei miracoli di fine anni 1970, e di Luciano Gaucci (1991-2004), durante la quale il Perugia vinse il suo primo e finora unico trofeo dell'UEFA, la Coppa Intertoto.
Il presidente più longevo rimane tuttora Iberio Rossi Scotti, che ricoprì quasi ininterrottamente l'incarico per ventuno anni, tra il 1922 e il 1944; importanti anche le brevi presidenze di Giorgio Bottelli e Giacobbe Preziotti, i quali ricostruirono la società dopo la seconda guerra mondiale nonché quella di Lino Spagnoli (1966-1972), già fondatore del vivaio di giovani calciatori Grifo negli anni 1950, il quale diede nuovo impulso alla squadra riportandola in Serie B dopo anni di anonimato in IV Serie.
Dall'estate del 2012 a quella del 2014, il Perugia non ha presentato una figura presidenziale nel suo organigramma dirigenziale, sostituita nelle sue funzioni da un amministratore unico; ruolo ricoperto dal socio di maggioranza Massimiliano Santopadre, che dal 2014 al 2024 ha poi ha assunto a tutti gli effetti il ruolo di presidente del sodalizio umbro.
Dalla stagione 2024-2025 la società biancorossa ha – per la prima volta nella sua storia – una presidenza non italiana, quella dell'argentino Javier Faroni.

## Lista dei presidenti
Di seguito l'elenco dei presidenti del club dall'anno della fondazione fino a oggi.
- 1905-1912  Romeo Gallenga Stuart
- 1912-1921  Vittorio Texeira
- 1921-1922  Giuseppe Taticchi
- 1922-1932  Tiberio Rossi Scotti
- 1932-1933  Carlo Bassi
- 1933-1934  Enrico Armanni
- 1934-1944  Tiberio Rossi Scotti
- 1944-1945  Giorgio Bottelli
- 1945-1946  Giacobbe Preziotti
- 1946-1952  Francesco Drommi
- 1952-1953  Ugo Lupattelli
- 1953-1962  Gaetano Salvi
- 1962-1966  Orlando Baldoni
- 1966-1970  Lino Spagnoli
- 1970-1971  Adriano Spinelli
- 1971-1972  Lino Spagnoli
- 1972-1973  Spartaco Ghini
- 1973-1974  Dino Fanini
- 1974-1983  Franco D'Attoma

- 1983-1986  Spartaco Ghini
- 1986-1987  Salvatore Gadaleta
- 1987-1988  Dino Fanini
- 1988-1989  Luciano Ghirga
- 1989-1991  Giancarlo Tinarelli
- 1991  Franco D'Attoma
 Elvio Temperini
- 1991-1993  Luciano Gaucci
- 1993-1996  Silvio Alfredo Salerni[3]
- 1996-2004  Luciano Gaucci
- 2004-2005  Alessandro Gaucci
- 2005-2007  Vincenzo Silvestrini
- 2007-2008  Pierangelo Silvestrini
 Enzo Di Marzo
- 2008-2010  Leonardo Covarelli
- 2010-2012  Roberto Damaschi
- 2012-2014 carica vacante
- 2014-2024  Massimiliano Santopadre
- 2024-  Javier Faroni